# The Comancheros
The Comancheros is een Amerikaanse western uit 1961 onder regie van Michael Curtiz.

## Verhaal
De Texaanse sheriff Jake Cutter arresteert op een dag de gokker Paul Regret. Hij belsuit om met zijn gevangene samen te werken in een geheime operatie om illegale wapenhandelaars te vatten.

## Rolverdeling
| Acteur           | Personage              |
| ---------------- | ---------------------- |
| John Wayne       | Jake Cutter            |
| Stuart Whitman   | Paul Regret            |
| Ina Balin        | Pilar Graile           |
| Nehemiah Persoff | Graile                 |
| Lee Marvin       | Tully Crow             |
| Michael Ansara   | Amelung                |
| Patrick Wayne    | Tobe                   |
| Bruce Cabot      | Majoor Henry           |
| Joan O'Brien     | Melinda Marshall       |
| Jack Elam        | Horseface              |
| Edgar Buchanan   | Thaddeus Jackson Green |
| Henry Daniell    | Gireaux                |
| Richard Devon    | Esteban                |